# Исаков, Владимир Александрович
Влади́мир Алекса́ндрович Иса́ков (род. 11 марта 1952) — советский легкоатлет, специалист по стипльчезу. Выступал на всесоюзном уровне в 1970-х годах, серебряный и бронзовый призёр чемпионатов СССР, победитель первенств всесоюзного и всероссийского значения, участник международных стартов в составе советской сборной. Представлял Иваново, спортивные общества «Буревестник» и «Спартак».

## Биография
Владимир Исаков родился 11 марта 1952 года. Занимался лёгкой атлетикой в Иваново, выступал за добровольные спортивные общества «Буревестник» и «Спартак».
Впервые заявил о себе на всесоюзном уровне в сезоне 1976 года, когда в беге на 3000 метров с препятствиями занял шестое место на чемпионате СССР в Киеве. Позднее в той же дисциплине показал четвёртый результат на соревнованиях в Подольске.
В июле 1977 года на чемпионате СССР в Москве с личным рекордом 8:30.9 завоевал серебряную награду в стипльчезе, уступив только ленинградцу Владимиру Лисовскому.
В 1978 году в беге на 2000 метров с препятствиями выиграл бронзовую медаль на зимнем чемпионате СССР в Москве.
В 1979 году на соревнованиях в Подольске с результатом 8:31.4 занял пятое место в программе 3000-метрового стипльчеза.